# OFC Futsal Championship 2009
Il sesto Oceanian Futsal Championship si è disputato dal 6 luglio al 10 luglio 2009 a Suva nelle isole Figi presso la Vodafone Arena. È considerato il sesto campionato continentale dell'Oceania per formazioni nazionali di calcio a 5.
Le formazioni iscritte al torneo sono state quattro: oltre ai padroni di casa ed ai detentori del titolo le Isole Salomone sono state presenti anche Vanuatu e Nuova Caledonia.
Il torneo, che negli anni in cui si disputa il mondiale qualifica il vincitore alla FIFA Futsal World Cup, in questa edizione ha designato la nazionale di calcio a 5 Campione d'Oceania. Dopo due giornate i campioni uscenti delle Isole Salomone si sono qualificati alla finale dove il giorno dopo sono giunti anche i padroni di casa sconfiggendo per 3-1 la Nuova Caledonia.
Nelle finali, Vanuatu è riuscita a ribaltare la gara del girone battendo la Nuova Caledonia per 6-2 e conquistando la medaglia di bronzo; le Isole Salomone invece hanno ribadito una supremazia veramente schiacciate battendo nella finale per il titolo i padroni di casa delle Figi con un perentorio 8-1. La giovanissima squadra diretta da Kadau (Ragomo, il capitano, ha 19 anni, come il cannoniere della squadra Wetney) si è imposta per il secondo anno consecutivo mostrando di essersi giocata bene le carte della preparazione che ha potuto effettuare dai mondiali di ottobre 2008 sino alla vigilia di questo sesto campionato continentale.

## Risultati e classifica
| Squadra         | Pti | G | V | N | P | GF | GS | DR  |
| --------------- | --- | - | - | - | - | -- | -- | --- |
| Isole Salomone  | 9   | 3 | 3 | 0 | 0 | 24 | 6  | +18 |
| Figi            | 6   | 3 | 2 | 0 | 1 | 8  | 7  | +1  |
| Nuova Caledonia | 3   | 3 | 1 | 0 | 2 | 9  | 15 | –6  |
| Vanuatu         | 0   | 3 | 0 | 0 | 3 | 5  | 19 | –14 |

| Suva 7 luglio 2009 | Figi | 2 – 1 | Vanuatu | Vodafone Arena |

| Suva 7 luglio 2009 | Isole Salomone | 8 – 3 | Nuova Caledonia | Vodafone Arena |

| Suva 8 luglio 2009 | Figi | 3 – 5 | Isole Salomone | Vodafone Arena |

| Suva 8 luglio 2009 | Vanuatu | 4 – 5 | Nuova Caledonia | Vodafone Arena |

| Suva 9 luglio 2009 | Figi | 3 – 1 | Nuova Caledonia | Vodafone Arena |

| Suva 9 luglio 2009 | Vanuatu | 0 – 11 | Isole Salomone | Vodafone Arena |

### Finale 3º-4º posto
| Suva 11 luglio 2009 | Nuova Caledonia | 2 – 6                                                                      | Vanuatu | Vodafone Arena |
| \| \| \| \| \| Ivann Pourouoro 9’ Ismael Tchovamili 18’ \| Marcatori \| 13’, 17’, 19’ Vira Jack Ala 22’ Don Mansale 32’ Junior Malas 37’ Lui Sifas \| |                 |                                                                            |         |                |
| |                 |                                                                            |         |                |
| Ivann Pourouoro 9’ Ismael Tchovamili 18’ | Marcatori       | 13’, 17’, 19’ Vira Jack Ala 22’ Don Mansale 32’ Junior Malas 37’ Lui Sifas |         |                |

### Finale
| Suva 11 luglio 2009                                                                                                   | Isole Salomone | 8 – 1         | Figi | Vodafone Arena |
| \| \| \| \| \| Kapu 11’ Lea'alafa 11’, 39’ Wetney 14’, 32’ Ragomo 14’, 19’ Egeta 23’ \| Marcatori \| 16’ Tamanisau \| |                |               |      |                |
| |                |               |      |                |
| Kapu 11’ Lea'alafa 11’, 39’ Wetney 14’, 32’ Ragomo 14’, 19’ Egeta 23’                                                 | Marcatori      | 16’ Tamanisau |      |                |